# 胡胜云
胡胜云（1969年—），湖北孝感人，汉族，中华人民共和国政治人物、第十二届全国人民代表大会湖北地区代表。
毕业于西北工业大学飞行力学专业。加入中国共产党。2013年，担任全国人大代表。2018年2月24日，当选为第十三届全国人大代表。